# Mandanici
Mandanici – miejscowość i gmina we Włoszech, w regionie Sycylia, w prowincji Mesyna.
Według danych na rok 2004 gminę zamieszkiwały 762 osoby, 69,3 os./km².